# Gaasterland (streek)
Gaasterland (Fries: Gaasterlân) is een streek in de Zuidwesthoek in de Nederlandse provincie Friesland. Het ligt in de gemeente De Friese Meren. De voormalige gemeenten Gaasterland-Sloten en Nijefurd zijn deel van Gaasterland.

## Landschap
Gaasterland ligt in Nationaal Landschap Zuidwest Fryslân. De streek is, anders dan het overwegend vlakke weidekarakter van Friesland, juist glooiend en bosrijk. Deze reliëfs heetten vroeger gaasten. Het zijn in de Saalien-ijstijd opgestuwde keileemruggen, overdekt met een laag zand. Vanwege de zandverstuivingen hier en elders in Nederland heeft Staatsbosbeheer het gebied rond 1900 beplant met bos. De keileemruggen waren een natuurlijke zeewering tegen het water van de Zuiderzee en zijn dat nu nog voor het IJsselmeer. In Gaasterland bevinden zich drie kliffen: Roode Klif, Mirnser Klif en Oudemirdumer Klif. Tussen de keileemruggen liggen een aantal polders: Wielpolder, Huitebuursterpolder, Huitebuersterbûtenpolder en de Zuiderfennenspolder.
Het hoogste punt van Gaasterland is 12,70 meter boven NAP. Het bevindt zich ten zuidwesten van Oudemirdum aan de rand van het Jolderenbos.

### Natuurgebieden
Natuurgebieden in Gaasterland: Balksterbos, Bremer wildernis, Elfbergen, Harichsterbos, Jolderenbos, Lycklamabos, Nijemirdumerheide, Oudemirdumer Klif, Reitpollen, Roekebos, Rijsterbos, Sondelerleien, Starnumanbossen, Steile Bank, Wijckelerhop, Wijde Rijn, Wikelerbosk, Wyldemerk, IJsselmeerkust met de Mokkebank en Steile Bank, Het Zwin.

### Wateren
In de streek bevinden zich de volgende meren, poelen, kanalen, vaarten en sloten:
| Nederlandse naam | Officiële naam  |
| ---------------- | --------------- |
| Luts             | De Luts         |
| Rijstervaart     | Ryster Feart    |
| Sefonstervaart   | Sefonster Feart |
| Sminkevaart      | Sminkefeart     |

| Nederlandse naam   | Officiële naam      |
| ------------------ | ------------------- |
| Sondelerleien      | Sondeler Leien      |
| Spookhoekstervaart | Spoekhoekster Feart |
| Witakkersvaart     | Wytikkersfeart      |
| Zandvaart          | Sânfeart            |

## Plaatsen
Grootste plaats in Gaasterland is het dorp Balk. Dorpstypen in Gaasterland:
- Esdorp: Bakhuizen, Hemelum, Oudemirdum en Sondel.
- Streekdorp: Harich, Westerend en Ruigahuizen.

Overige plaatsen: Delburen, Hooibergen, Marderhoek, Mirns, Nieuw Amerika, Nijemirdum, Rijs, Schouw,  Wijckel.

## Bezienswaardigheden

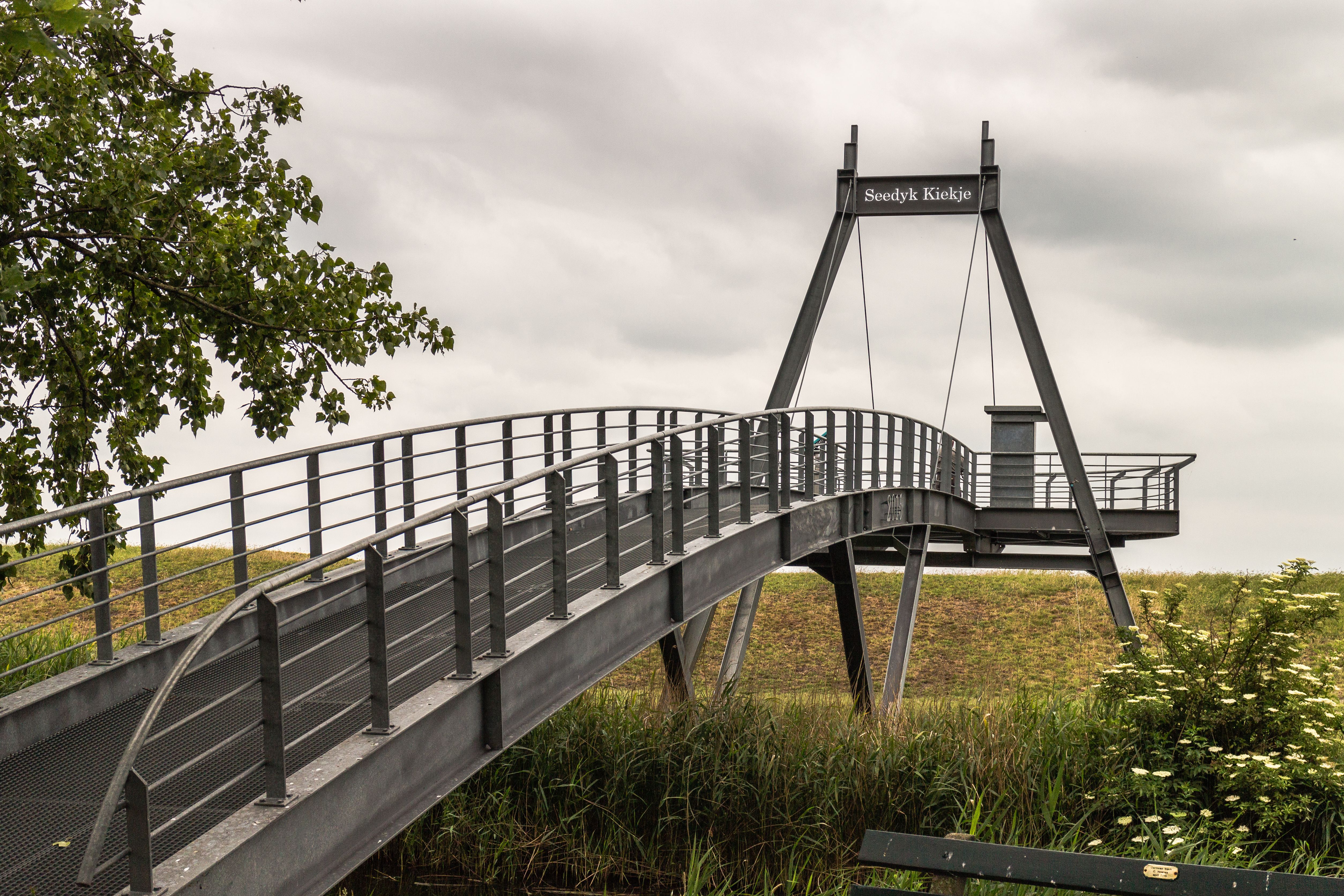
Uitzichtpunt Seedyk Kiekje aan de IJsselmeerkust

Enkele monumentale gebouwen zijn: Mooi Gaasterland, Huize Rijs, Kippenburg en Riniastate. Molens in de streek zijn het Zwaantje bij Nijemirdum en de windmotor Mirns. Klokkenstoelen staan op de plaats van de niet meer bestaande kerk van Mirns en de kerk van Ruigahuizen.
Aan de rand van het Jolderenbos staat de luchtwachttoren 6H3 - Oudemirdum, gebouwd in 1953 ten tijde van de Koude Oorlog om onder het bereik van de radar vliegende vijandelijke toestellen te kunnen waarnemen. Vanaf de toren heeft men een weids uitzicht over land en water. 
In het Rijsterbos, eigendom van het It Fryske Gea, is de steenkist van Rijs gevonden, een overblijfsel van de trechterbekercultuur. In het bos staat ook het Vredestempeltje van Rijs. Bij natuurgebied Wyldemerk stond het voormalige Kamp Wyldemerk.
Het bezoekerscentrum Mar en Klif in Oudemirdum geeft informatie over de streek. Ten zuiden van Oudemirdum aan de IJsselmeerkust bevinden zich het Sybrandy's Speelpark en het uitzichtpunt Seedyk Kiekje. 
De route van de Elfstedentocht en de Fietselfstedentocht gaat ook door Gaasterland.